# Мон Ванту
Мон Ванту (фр. Mont Ventoux) је планина у Прованси, регији јужне Француске, и налази се 20 km југоисточно од Карпантраса, Воклиз. То је највиша планина у покрајини и носи име „Гигант Провансе“. Друмски успон на Мон Ванту је познат и често се вози на бициклистичкој трци Тур де Франс.

## Историја
Жан Буридан се попео на планину почетком четрнаестог века. По неким изворима, Франческо Петрарка је поновио подвиг 1336. године. Почетком 15. века направљена је капела на врху посвећена Светом Крсту. Године 1882. направљена је и метеоролошка станица, док је 1960. направљен и 50 метара висок телефонски пријемник.

## Друмски бициклизам
Друмски, бициклом, постоје три правца из којих се пење на Мон Ванту: 
- Јужно, од Бедоена : висинка разлика 1617 m на 21,8 km. Ово је најпознатији и најтежи пут. Пут је са просечним нагибом од 7,43%. Преко Сен-Еставе успон је лакши 3,9% око 5,8 km, али на осталих 16 km просечни нагиб је 8,9%. На последњим километрима могући су јаки ветрови. Аматерским возачима треба 1h30m-2h30m за успон, док професионалним возацима око 1h-1h15m.

- Југозападно, од Малосена : 1570  на 21,5 km дужине. Приближно једнаке тешкоће као пут преко Бедоена, али на овом успону нема ветра.

- Јужно од Сола : 1210  на 26 km дужине. Најлашки пут са просечним нагибом од 4,54%.

Монт Ванту је постао легендаран, као један од најтежих успона на бициклистичкој трци Тур де Франс. Преко планине се возило први пут 1951.

### Тур де Франс
Мон Ванту је један од најважнијих брдских успона на Тур де Франсу. Током историје, етапа са успоном на Мон Ванту је вожена тринаест пута од 1951. Успон којим се иде је обично Бедоин. Британски бициклиста Том Симпсон, је умро возећи ову етапу 13. јула 1967. (узрок је срчани удар од амфетамина). На том месту се налази споменик Симпсону у близини врха који је постао светилиште за љубитеље бициклизма. Године 1970, Еди Меркс је возио на ивици колапса, али је ипак победио. Након што је добио кисеоник, и опоравка, освојио је Тур. 1994. године, Ерос Поли, који није познат по својој способности вожења брдских етапа, успео је на почетку етапе да умакне и направи велики временски јаз пелотону, а касније је победио на етапи.

#### Победници Мон Ванту на Тур де Франсу
Победници етапе када је циљ етапе био на Мон Вантуу:
- 1958: Шарли Гол
- 1965: Ремон Пулидор
- 1970: Еди Меркс
- 1972: Бернар Тевне
- 1987: Жан-Франсоа Бернар
- 2000: Марко Пантани
- 2002: Ришар Виренк
- 2009: Хуан Мануел Гарате

Лидери на врху Мон Вантуа када је успон био на средини етапе:
- 1951: Лисјен Лазарид
- 1952: Жан Робик
- 1955: Лујсон Бобе
- 1967: Хулио Хименез
- 1974: Гонзало Аја
- 1994: Ерос Поли